# Wippenau
Wippenau (fränkisch umgangssprachlich: Midlmaahof) ist ein Gemeindeteil des Marktes Flachslanden im Landkreis Ansbach (Mittelfranken, Bayern). Wippenau liegt in der Gemarkung Flachslanden.

## Geografie
Im Weiler entspringt der Katzbach, ein linker Zufluss der Fränkischen Rezat. Unmittelbar östlich des Orts liegt der Hagweiher, dahinter liegt das Fünferholz. 0,5 km nordwestlich liegt das Waldgebiet Birkach, 0,25 km nördlich der Neuwiesenschlag. Die Staatsstraße 2245 führt nach Oberdachstetten (6 km westlich) bzw. nach Großhabersdorf (22 km östlich). Die Staatsstraße 2253 führt nach Flachslanden (2,3 km südöstlich). Eine Gemeindeverbindungsstraße führt nach Berglein (1,7 km südwestlich).

## Geschichte
Der Ort wurde 1294 als „Wippenaw“ erstmals urkundlich erwähnt. Das Bestimmungswort des Ortsnamens Wipo, der Personenname des Gründers. Zwischenzeitlich wurde die Siedlung als Einzelhof zusammengefasst und als „Wippenauhoff“ (1732) bezeichnet. Erst nach 1900 lautete der amtliche Name des Ortes wieder Wippenau. In der mundartlichen Aussprache von „Zum Wippenauhof“ kam es durch Verschleifung zu dem heute gebräuchlichen „Midlmahof“.
Das Kloster Heilsbronn besaß im Ort bereits in der ersten Hälfte des 14. Jahrhunderts mindestens vier Güter.
Gegen Ende des 18. Jahrhunderts bestand Wippenau aus zwei Ganzhöfen. Das Hochgericht übte die Obervogteiamt Virnsberg aus. Die Dorf- und Gemeindeherrschaft und die Grundherrschaft über beide Anwesen hatte die Deutschordenskommende Virnsberg.
Im Rahmen des Gemeindeedikts wurde die Wippenau dem 1808 gebildeten Steuerdistrikt Flachslanden und der 1811 gegründeten Ruralgemeinde Flachslanden zugeordnet.

### Baudenkmäler
- Haus Nr. 1: Ehemaliges Wirtschaftsgut der Deutschordenskommende Virnsberg, dann Brauerei[11]
- Grenzsteine[11]

### Einwohnerentwicklung
| Jahr      | 001818 | 001840 | 001861 | 001871 | 001885 | 001900 | 001925 | 001950 | 001961 | 001970 | 001987 | 002011 | 002017 | 002022 |
| Einwohner | 24     | 22     | 20     | 30     | 31     | 25     | 32     | 53     | 40     | 33     | 35     | 30     | 25     | 25     |
| Häuser    | 3      | 2      |        |        | 3      | 3      | 5      | 6      | 7      |        | 9      |        |        |        |
| Quelle    | [ 13 ] | [ 14 ] | [ 15 ] | [ 16 ] | [ 17 ] | [ 18 ] | [ 19 ] | [ 20 ] | [ 21 ] | [ 22 ] | [ 23 ] |        |        | [ 1 ]  |

## Religion
Der Ort ist seit der Reformation evangelisch-lutherisch geprägt und bis heute nach St. Laurentius (Flachslanden) gepfarrt. Die Einwohner römisch-katholischer Konfession sind nach St. Dionysius (Virnsberg) gepfarrt.